# Lacandoner
Lacandoner är ett mayafolk, som bor i den mexikanska delstaten Chiapas' regnskog, nära den södra gränsen till Guatemala. De bor i Lacandóndjungeln, som ligger på den mexikanska sidan av Usumacinta-floden och dess bifloder. Lacandonerna är ett av de mest isolerade och kulturellt konservativa urfolken i Mexiko. 1943 var folket på utdöende, men har i dag återhämtat sig, med cirka ett tusen talande personer. Deras öde har uppmärksammats och filmatiserats av Peter Torbiörnsson (2005)

## Historik
Lacandonerna var det enda indianfolket i Nya Spanien som européerna aldrig lyckades erövra. De undslapp de spanska Conquistadorerna under kolonialtiden genom att leva i små, avlägsna bosättningar i djungeln i vad som i dag är  Chiapas och departementet El Petén i Guatemala. De undvek kontakt med såväl andra indianer som de vita.
Lacandonernes sedvänjor ligger nära deras förcolumbianska mesoamerikanska förfäders. Så sent som i slutet av 1800-talet band några fortfarande nyfödda barns huvuden, för att ge den karakteristiska höga pannformen som förekommer i klassisk mayakonst. Långt in på 1900-talet använde de fortfarande pil och båge, med spetsar av flinta från brott i regnskogen. I dag säljs kopior av dessa till turister.

## Språk
Lacandonerna talar språket lakandonska, som är en variant av mayaspråk, nära besläktat med yucatec maya. Själva kallar de sig Hach Winik (det riktiga folket) och de kallar sitt språk Hach T'.n (det riktiga språket).

## Hot mot kulturell överlevnad

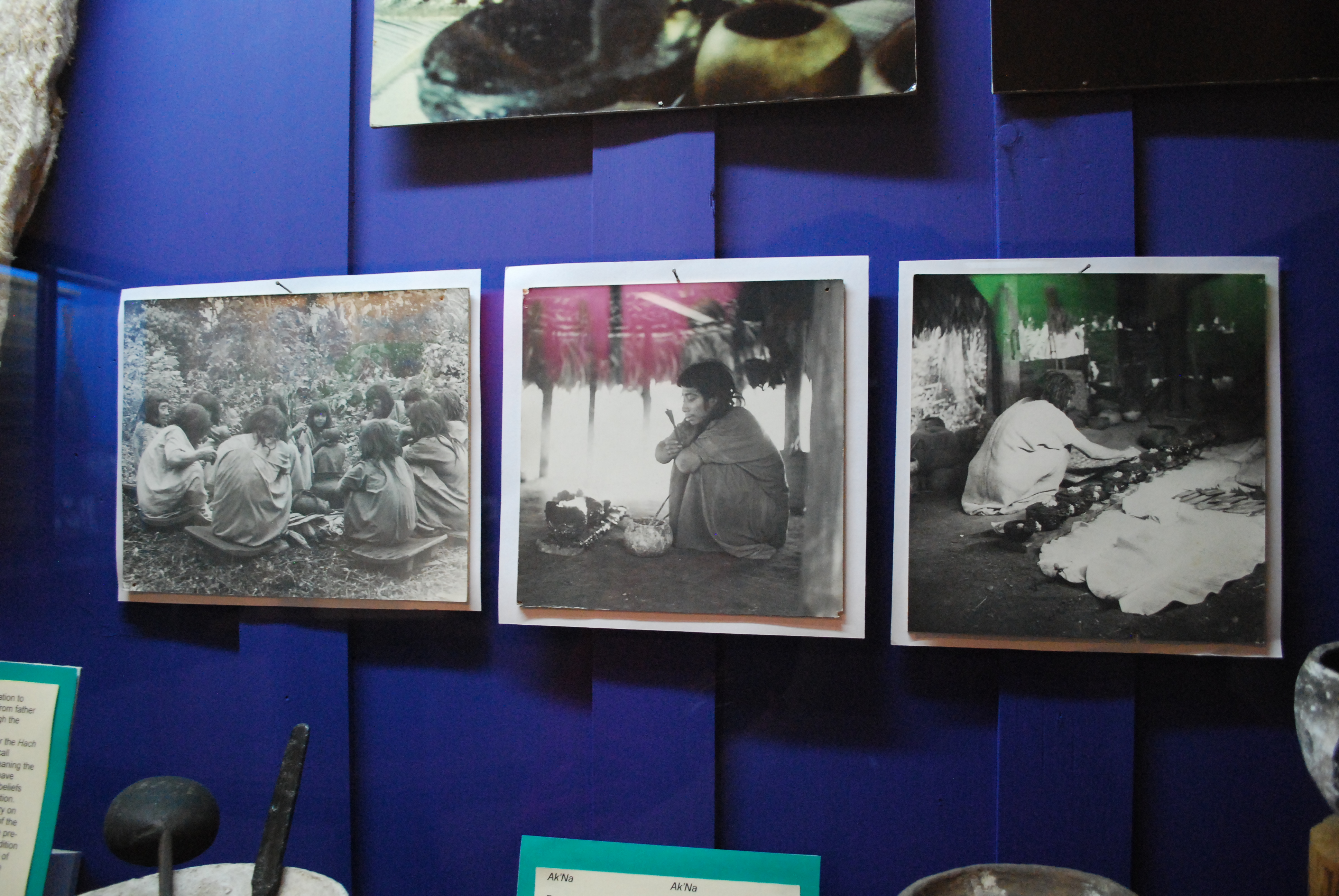
Några foton av Trudy Blom, från hennes liv bland lacandónerna

En grupp lacandóner har fortsatt sitt traditionella mytologiska bruk tills i dag, speciellt mot norr vid sjöarna Naja och Metzabok. I söder decimerades gruppen av gula febern, vilket medförde stor social oro. Den sydliga gruppen övergav sina gudar under 1950-talet, då den kristna evangelistiska organisationen Summer Institute of Linguisticss (SIL) passade på att sprida sin irrlära. Dessa lacandónerna kom att hjälpa SIL:s missionärer med att översätta Nya testamentet och delvis Gamla testamentet till sitt språk. I norr höll den spirituella ledaren, Chan K'in, som dog i hög ålder 1996, stånd med att hålla de gamla traditionerna vid liv. Chan K'in uppmanade sitt folk att hålla ett respektfullt avstånd till den omgivande världen. Vissa värden kunde man ta till sig, men inte tillåta omvärldens inflytande att påverka lacandónernas livsstil.
Folkets utbyte med omvärlden har ökat under senare trettio år. På 1970-talet började den mexikanskea regeringen betala för rätten att hugga timmer i lacandónernas skog, vilket fick dem i tätare kontakt med nationalekonomin. Samtidigt byggde regeringen vägar in i området, upprättade nya småorter till tseltal- och Ch'ol-indianerna, vilka var ännu mera utsatta för omvärldens påverkan än lacandónernea. På 1990-talet blev lacandónern vittnen till våldshandlingar under zapatisternas uppror i Chiapas, anförda av Subcomandante Marcos. Zapatisterna sände ut en rad förklaringar om sina revolutionära principer, samtliga benämnda "förklaring från lacandondjungeln."
Organisationen i byggnaderna Casa Na Bolom i San Cristóbal de las Casas, har gjort till sin uppgift att hjälpa lacandónerna med att hantera de förändringer, som  har trängt sig på dem under de senaste årtiondena. Den vetenskapliga och kulturelle organisation grundades 1951 av den danske arkeologen Frans Blom och hans hustru, fotografen Gertrude Duby Blom köpte in byggnaderna. Hennes fotografier finns utställda och skildrar deras liv.